# Doru Davidovici
Doru Davidovici (n. 6 iulie 1945, București, România – d. 20 aprilie 1989, Ștefan cel Mare, Călărași, România) a fost un aviator și scriitor român de origine evreiască. A fost unul dintre cei mai cunoscuți piloți români de după 1945, în anii '80 devenind unul dintre cei mai iubiți scriitori, cărțile sale creând un sens neobișnuit de libertate în perioada comunistă. Davidovici a fost influențat de operele scriitorilor Ray Bradbury, Radu Tudoran și Bertolt Brecht. Datorită cărților sale, a profesiei, dar și a modului în care a trecut în neființă, a fost deseori comparat cu Antoine de Saint-Exupéry.

## Biografie
Tatăl lui, Paul Davidovici, provenea dintr-o familie de evrei săraci. A terminat dreptul la Iași unde l-a avut ca profesor pe Matei B. Cantacuzino, devenind jurist. A fost printre primii diplomați români trimiși în 1948 pentru a înființa Legația română în Israel, după care a revenit în țară. Mama, Etti (născută Benchas), a fost educatoare și traducătoare. Cunoștea câteva limbi străine, ultimul ei serviciu fiind la Agerpres unde traducea din germană.
Doru Davidovici a absolvit Școala Superioară de Ofițeri Activi de Aviație în anul 1967 cu gradul de locotenent și Academia Militară în perioada 1977-1979. A fost pilot, comandant de patrulă și de escadrilă în Regimentul 86 Aviație vânătoare, inspector pentru aviația de vânătoare în Comandamentul Aviației Militare între1981-1986. A devenit instructor cu întrebuințarea în luptă a aviației în Regimentul 86 Aviație vânătoare în perioada 1986-1989.
În după-amiaza zilei de 20 aprilie 1989, Doru Davidovici a zburat pentru ultima oară. În al șaselea zbor din acea zi, avionul MIG-21, pilotat de Davidovici împreună cu elevul său, locotenentul major Dumitru Petra, s-a prăbușit de la 1000 de metri, din motive necunoscute, la revenirea dintr-un zbor de antrenament. Locul prăbușirii este la 44°23'4,04"N 27°36'9,51"E, fiind marcat cu o movilă de pietre.
A avut doi copii. Sora lui este scriitoarea Victoria Dragu-Dimitriu.

## Operă
Cărțile sale au reușit să creeze în perioada comunistă un sens neobișnuit de libertate prin descrierea experienței de zbor și a apropierii nu numai dintre piloți, ci și dintre piloți și avioane. Avionul nu este văzut de Davidovici ca un simplu aparat ci aveau un caracter cu propria personalitate și aproape propriul lor suflet.
Dintre volumele apărute:
- Caii de la Voroneț, Editura Eminescu, București, 1973 (Premiul I la Concursul pentru debut al Editurii Eminescu 1973).
- Ultima aventură a lui Nat Pinkerton, Editura Eminescu, col. Clepsidra, București, 1975.
- Insula nevăzută, Editura Ion Creangă, București, 1976; Editura Litera, București, 1994.
- Intrarea actorilor, Editura Militară, București, 1977; Editura Labirint, București, 1991
- Zeița de oricalc, Editura Albatros, București, 1977.
- Celula de alarmă, Editura Eminescu, București, 1979
- Culoarea cerului, Editura Militară, București, 1981
- Aripi de argint, Editura Militară, București, 1983
- Lumi galactice, Editura Științifică și Enciclopedică, București, 1986 (cu titlu inițial Colegii mei din neștiut); Editura Rum-Irina, București, 1992
- V de la Victorie, Editura Militară, București, 1987
- Ridică-te și mergi, Editura Cartea Românească, București, 1991
- Dezmințire la Mit, Editura Labirint, București, 1991

## Receptare critică
În cartea Lumi galactice (titlu original Colegii mei din neștiut), Davidovici dezvoltă într-un stil propriu și cu o competență conferită de profesia sa de pilot militar, o serie de teorii asupra probabilităților și implicațiilor existenței civilizațiilor extraterestre. Prin această carte și-a arătat o altă față, aceea de cercetător împătimit al teoriilor despre lumi paralele și al fenomenului OZN. O confirmare în acest sens sunt și discuțiile pe această temă pe care le-a avut cu bunul său prieten Dumitru Prunariu.
Despre volumul Zeița de oricalc, Mircea Opriță scria: „Tratamentul stilistic al problemei contează, în consecință, pe virtuțile literaturii de acțiune. Situațiile imaginate se derulează în regim de viteză, ca trăiri intense, fulgerătoare. Rafinamentele încap mai greu într-o astfel de scriitură, dar relatarea are ritm și chiar un farmec al nonșalanței, al rostirii sincere și precipitate. Ochiul alunecă rapid peste lucruri, atent totuși, cu o profundă foame de amănunt. Primează verbul, ca depozitar al faptei. Paginile se umplu astfel până la saturație de mici acțiuni narate alert, cu o claritate aproape suspectă: ca și cum prim-planul ar avea de ascuns, prin însăși vânzoleala materiei sale străvezii, năluca profilată în fundal. Motivul SF se presară în cantități bine dozate, cu un calculat efect al surprizei. El fisurează treptat imaginea „realistă”, introducând în ea un grad de stranietate ce face trăirea momentului tulbure și alarmantă. [...] În ciuda afișatei sprinteneli sportive a povestirilor lui Doru Davidovici, tușa lor e discret sentimentală.” 

## Rememorări
- Cornel Marandiuc, Și aterizam cuminți cu soarele în față..., Azbest Publishing, 2014.
- Constantin Mateescu, Jurnal V (1984-1989), Râmnicu-Vâlcea, Editura "Antim Ivireanul", Editura Silviu Popescu, 2001.